# Jacint Laporta i Mercader
Jacint Laporta i Mercader (Sants 1854 - Barcelona 1938) metge i escriptor en llengua catalana. Fou fundador, director i col·laborador de diverses revistes (La Llar, Revista literària, La Ilustració Catalana…). Promogué diverses i nombroses iniciatives culturals. Fou president de l'Orfeó de Sants i mantenidor dels Jocs Florals de Barcelona en tres ocasions. Un edifici del Centre Cívic de les Cotxeres de Sants porta el seu nom.

## Obra
- Apuntes históricos de Sans (1880)
- Estiueg (presentat als Jocs Florals de Barcelona de 1919)
- Els pastorets (1921)
- Casolanes (1922)
- Retorn al Paradís (1925)
- La Bruixeria (1934)